# Resolução 4K

Resolução 2160p sendo comparada com outras resoluções de vídeo.

Resoluções comuns 16:9 em comparação.

A resolução 4K é um termo que refere-se a uma resolução de imagem aproximada de 3840 pixels na horizontal e 2160 na vertical usada em equipamentos de televisão digital e cinema digital. Tal resolução é apontada como a resolução limite para um televisor doméstico. A resolução 4K foi recebida com críticas negativas. Segundo o oftalmologista Paulo Schor, a mesma superou o limite para o olho humano, defendendo o Full HD como limite.
Em junho de 2004, a Sony divulgou o primeiro projetor digital 4K para o padrão das telas de cinema comum com resolução 3840 x 2160, e 70 pés (840 polegadas diagonais/20 metros de largura) 2 metros de largura a menos em comparação com o IMAX.
2160p é um nome alternativo para 4K UHD, uma resolução usada em produtos UHDTV. O número 2160 representa 2160 linhas verticais na resolução, enquanto a letra p indica para progressive scan ou não-entrelaçado. Em uma imagem progressiva, as linhas da resolução da imagem vão do topo da imagem até o final. O único formato superior a este, planejado para televisão é a 8K UHD. São 3840 × 2160 (8.3 megapixels na proporção 16:9) e é uma das duas resoluções de televisão de ultra-alta definição. Este formato é encontrado em televisores entre 40 polegadas e 80 polegadas.

## História
A Philips cria uma 3DTV com resolução nativa de 4K UHD.
Em junho de 2012, a Toshiba lança a primeira TV 3D sem uso de óculos com 9 imagens paralaxe. Já que ela entrega nove imagens de paralaxe, ao mesmo tempo, de modo que a imagem 3D só vai ser visto como HD 720p (1280 × 720) ---> 3840 × 2160 = 9x1280x720.
A Sony lança uma 4K UHDTV em dezembro de 2012 e ao longo de 2013-2020 inicia as 8K UHDTV.
O phablet Samsung Galaxy Note 3 (apenas na versão Snapdragon 800) filma em 2160p com 30fps.
O smartphone Nokia Lumia 930 permite a filmagem em 2160p a 30fps com áudio Dolby Digital Plus 5.1.

## Resoluções

### 4K Ultra HD
4K UHD é uma resolução de 3840 × 2160 pixels (8,3 megapixels) e é uma das duas resoluções da Televisão de ultra-alta definição (UHDTV). Também desenvolvida, a 8K UHD, que possui 7680 pixels × 4320 pixels (33,2 megapixels). 4K UHD tem o dobro da resolução horizontal e vertical do formato 1080p HDTV, com quatro vezes mais pixels em geral.

### Cinema digital
O Digital Cinema Initiatives estabeleceu um padrão de resolução de 4096 × 2160 (com proporção de tela de 256:135, aproximadamente 1,9:1) para projeção de filmes 4K. Esta é a resolução nativa DCI compatível 4K para projetor digital e monitores; pixels são contados a partir do topo ou dos lados, dependendo do formato do conteúdo que está sendo projetado. O DCI 4K padrão tem o dobro da resolução horizontal e vertical do DCI 2K, com quatro vezes mais pixels em geral.
Filmes digitais 4K podem ser produzidos, digitalizados ou armazenados em um certo número de outras resoluções dependendo de qual formato de armazenamento é utilizado.

### VídeoStreaming(transmissão de vídeo) e Tv
O YouTube permite uma resolução máxima de upload de 4096 × 3072 (12,6 megapixel, com aspecto 4:3). Entretanto o player de video do YouTube é limitado ao máximo de apenas 2048 × 1536 (3.1 megapixels). Videos 4K do YouTube podem ser baixados na sua resolução original utilizando-se um programa para download de videos. High Efficiency Video Coding deve permitir o streaming de conteúdo com uma resolução de 4K com uma largura de banda entre 20 a 30 Mbps. O VP9 também foi desenvolvido para streaming 4k.
O Netflix, a Amazon.com, o Google Play Filmes e a loja da Apple, a iTunes Store também possuem conteúdo 4K. Em 2018 ocorreram as primeiras transmissões comerciais de TV 4K via satélite no Brasil, com os jogos da Copa do Mundo 2018 sendo exibidos pelas operadoras Oi TV e a NET.

### Formato físico
Atualmente são estudados dois formatos para distribuição de vídeo 4K no formato físico, o Archival Disc e o BDXL (outra versão do disco blu-ray), ambos sem previsão de lançamento.

## Bitrate
A resolução 4K em 30fps com profundidade de cor de 48 bits (em 4:4:4 RGB ou com amostragem de imagem 4:4:4 YCbCr) e aspecto de tela de 16:9, ocupa espaço de 1320 Megabit por segundo (Mbps) (165 Megabytes por segundo) em constant bitrate (CBR) usando compressão sem perda de dados. Esta bitrate é destinada ao uso profissional com o codec Apple ProRes.
Para uso doméstico, a maior bitrate da resolução 4K encontra-se disponível com compressão de vídeo com perdas de dados em câmeras digitais (4:2:0 YCbCr) ocupando espaço de 100 Mbps (12.5 Megabytes) em variable bitrate (VBR) através do codec H.265.
Através do streaming por internet, o Netflix utiliza bitrate de 15 Mbps (1.8 Megabytes) e o YouTube de 10 Mbps (1.25 Megabytes).

## Recepção
Geoffrey Morrison em análise para o CNET disse que os "quádruplos pixels não fazem diferença na qualidade da imagem e não valem a pena o preço extra". Ele criticou as baixas bitrates de transmissão da Netflix e Amazon, também disse que a indústria já sabia que havia e seria lançada a resolução 4K ou maior, mas mesmo assim lançou previamente resoluções inferiores. Citou também que a OLED seria melhor em comparação com as baixas taxas de contraste e "borrões" dos televisores LCD 4K e achou desnecessário ter que se sentar mais próximo da TV, já que a maioria do público prefere sentar mais distante.
Geoffrey Fowler do Wall Street Journal também analisou a resolução 4K, dizendo que "Chegamos a um limite onde as melhorias de resolução de tela estão ficando mais difíceis de apreciar a menos que a tela seja muito grande ou você sente-se muito mais perto, como com o novo iMac da Apple com display Retina 5K." Sobre o aumento virtual de uma resolução inferior para a 4K, ele disse "Eu tentei o streaming de "Crouching Tiger, Hidden Dragon" da Netflix em 4K, e parecia horrível. A TV desajeitadamente reforçava a película para transferir para o digital do filme de uma forma que fez os atores parecerem com os vampiros brilhantes daqueles filmes "Crepúsculo".
A sensação de "profundidade" (também notada na resolução 1080p), mesmo sem uso do recurso 3D foi elogiada. Brian Lam, do site TheWirecutter disse que é "impressionante o que se obtém de detalhes em telas maiores. Por exemplo, cabelos e texturas."

Pedro Cipoli para o CanalTech publicou uma avaliação negativa dizendo: 
| “ | "A mudança da qualidade digital padrão para o HD foi cara e demorada, isso é inegável. (...) Os vendedores não precisavam falar nada: era só olhar uma TV comum ao lado de uma com resolução HD para entender que a mudança de padrão era não só necessária, mas extremamente bem-vinda." (…) "Não é o que acontece com o 4K. Ou essas TVs chamam a atenção pelo tamanho ou os vendedores precisam apontar para um ponto específico da tela e dizer "está vendo a ponta do fio do cabelo da atriz X? É melhor do que o Full HD ou não é?". Mas é claro que é, neste caso estamos a 20 centímetros da TV! No conforto de nossa casa, sentado no sofá e assistindo a um filme sem se preocupar em ficar contando pixels, é difícil dizer que há uma diferença. A não ser que você seja um ninja, é claro." (…) "Os fabricantes dizem que os consumidores devem comprar modelos 4K para popularizar a tecnologia. Isso é conhecido como inversão do ônus. (...) Os fabricantes e os estúdios devem convencer você que a troca vale a pena. Imagine Hollywood e fabricantes como Samsung, LG e Sony em um esforço conjunto para a diminuição de preços dos aparelhos e criação de conteúdo em 4K. Seria diferente, não?" | ” |

Televisores com "4K real" ou "4K falso" geraram controvérsias.

## Resolução dos formatos comuns
| Formato                                        | Resolução   | Proporção               | Pixels    |
| ---------------------------------------------- | ----------- | ----------------------- | --------- |
| 4K Televisão de ultra-alta definição           | 3840 × 2160 | 1.78:1 (16:9)           | 8,294,400 |
| Digital Cinema Initiatives 4k resolução nativa | 4096 × 2160 | 1.90:1 (256:135)/(21:9) | 8,847,360 |
| DCI 4K (CinemaScope cortado)                   | 4096 × 1714 | 2.39:1                  | 7,020,544 |
| DCI 4K (Widescreen)                            | 3996 × 2160 | 1.85:1                  | 8,631,360 |
| Academy Ratio 4K (formato de armazenamento)    | 3656 × 2664 | 1.37:1                  | 9,739,584 |
| Fullscreen 4K (formato de armazenamento)       | 4096 × 2160 | 1.90:1 (256:135)/(21:9) | 8,847,360 |